# Lorraine Copeland
Lorraine Copeland (nascida Elizabeth Lorraine Adie, Edimburgo, 1921 – Dordonha, 27 de abril de 2013) foi uma arqueóloga especializada no período Paleolítico do Oriente Próximo. Ela era uma agente secreta do Executivo de Operações Especiais durante a Segunda Guerra Mundial.

## Primeiros anos
Em 1921, Copeland nasceu como Elizabeth Lorraine Adie em Edimburgo, Escócia. Seu pai era um neurocirurgião na Harley Street, em Londres, e ela foi educada em particular na escola feminina Wycombe Abbey, em Buckinghamshire.

## Executiva de Operações Especiais
Copeland trabalhou para a Inteligência Britânica durante a Segunda Guerra Mundial, no Executivo de Operações Especiais. Ela conheceu seu marido americano, Miles Copeland Jr., durante esse período, quando ele estava baseado no Reino Unido realizando contra-inteligência para o Corpo de Contra-Inteligência do Exército dos Estados Unidos. Eles se casaram em 25 de setembro de 1942 e logo depois o trabalho de Miles os levou ao Oriente Próximo, particularmente Síria, Líbano e Egito, e foi nessa área que Copeland desenvolveu seu interesse pela arqueologia.

## Arqueologia
Copeland trabalhou no campo da arqueologia paleolítica por mais de cinquenta anos e foi associado ao Instituto de Arqueologia da University College London. Ela era uma conselheira do Stone Age Institute. Em 2004, o festschrift "Do Rio ao Mar: O Paleolítico e o Neolítico no Eufrates e no Levante Setentrional" foi publicado em sua homenagem.

## Família
Copeland casou-se com Miles em 25 de setembro de 1942 na Igreja de St Mary, Great Portland Street, Londres. O casal teve quatro filhos, todos com carreiras notáveis; seu filho mais velho Miles Copeland III (nascido em 2 de maio de 1944) como executivo na indústria do entretenimento, Ian Copeland (nascido em 25 de abril de 1949) como promotor de música e agente de reservas, Lorraine "Lennie" Copeland como escritora e produtora de filmes, e Stewart Copeland (nascido em 16 de julho de 1952) como músico mais conhecido como baterista da banda The Police. Seu marido Miles morreu em 14 de janeiro de 1991, e seu filho Ian faleceu antes dela em maio de 2006. Lorraine Copeland morreu no Chateau Marouatte em Dordogne, França, em 27 de abril de 2013. Ela está enterrada ao lado de seu marido Miles no adro da Igreja de São Pedro e São Paulo, Aston Rowant, Oxfordshire.

## Obras com coautoria
- Copeland, Lorraine and Waechter, John (1968) "The Stone Industries of Abri Bergy, Lebanon" Bulletin of the Institute of Archaeology, University of London 7, 15–36. (em inglês)
- Copeland, Lorraine (1975) "The Middle and Upper Paleolithic of Lebanon and Syria in the Light of Recent Research" in Fred Wendorf and Anthony E. Marks, eds., Problems in Prehistory: North Africa and the Levant Dallas. (em inglês)
- Copeland, Lorraine and Hours, Francis (eds) (1989) The Hammer on the Rock: Studies in the Early Palaeolithic of Azraq, Jordan. Maison de L'Orient Méditerranéen C.N.R.S.-Université Lumière-Lyon 2, Lyon, France, Archaeological Series No. 5 BAR S540. ISBN 0-86054-686-1. (em inglês)
- Sanlaville, Paul; Besançon, Jacques; Copeland, Lorraine and Muhesen, Sultan (1993) Le Paléolithique de la vallée moyenne de l'Oronte (Syrie): peuplement et environment BAR S587. ISBN 0-86054-747-7ISBN 0-86054-747-7. (em inglês)
- Copeland, Lorraine and Moloney, Norah (eds) (1998) The Mousterian Site of Ras el-Kelb, Lebanon BAR IS 706. ISBN 0-86054-939-9ISBN 0-86054-939-9. (em inglês)